# Ebba Ankarcrona
Ebba Charlotta Ankarcrona, tidigare Bielke af Åkerö, född 30 maj 1828 i Vists församling, Östergötlands län, död 31 januari 1911 i Stockholm, var en svensk hovfunktionär.

## Biografi
Ebba Charlotta Bielke af Åkerö föddes 1828 på Sturefors slott i Vists socken. Hon var dotter till militären och kammarherren Nils Bielke af Åkerö och friherrinnan Ebba Florentina Sture. Bielke var från 16 januari 1885 till 6 november 1895 hovmästarinna hos kronprinsessan Victoria av Baden. Hon avled 1911 i Stockholm.

### Familj
Bielke gifte sig 5 augusti 1851 på Sturefors slott med överhovjägmästaren och ståthållaren på Stockholms slott Victor Ankarcrona (1823–1912), son till militären och kammarherren Teodor Vilhelm Ankarcrona och friherrinnan Charlotta Sture. De fick tillsammans barnen Anna Ebba Charlotta Ankarcrona (1852–1862), Ebba Eva Vilhelmina Ankarcrona (född 1854) som var gift med överstekammarjunkaren friherre Johan Gripenstedt, Nils Viktor Teodor Ankarcrona (1856–1857), hovjägmästare Carl Gustaf Oskar Ankarcrona (född 1857), Charlotta Sofia Ankarcrona (född 1859) som var gift med landshövdingen Gustaf Tornérhjelm i Malmöhus län, kommendörkaptenen Nils Sten Teodor Ankarcrona (född 1864), Anna Ida Paulina Anakarcrona (född 1868) som var gift med löjtnanten friherre Fredrik Oskar af Ugglas och Eva Viktoria Ankarcrona (född 1871) som var gift med kabinettskammarherren friherre Gustaf Fredrik Nils Åkerhielm af Margretelund.